# Hardcore Henry
Hardcore Henry (Ruso: Хардкор, también conocido como Hardcore en algunos países) es una película de acción de ciencia ficción ruso-estadounidense de 2015 escrita y dirigida por Ilya Naishuller y producida por Timur Bekmambetov, Naishuller, Inga Vainshtein Smith y Ekaterina Kononenko . Will Stewart proporcionó escritura adicional para la película. La película fue rodada casi en su totalidad desde una perspectiva en primera persona.
La película fue estrenada en los Estados Unidos por STX Entertainment el 8 de abril de 2016, recibió críticas mixtas de los críticos y recaudó 16,8 millones de dólares en todo el mundo.

## Argumento
Al despertarse dentro de un laboratorio en un dirigible, un hombre recuerda a los matones de su infancia. Un científico, Estelle, lo saluda y dice que su nombre es Henry, que ella es su esposa, y que ha sido restablecido de un accidente que lo dejó amnésico y mudo. Después de reemplazar un brazo y una pierna faltantes con las prótesis cibernéticas de alta tecnología, los mercenarios dirigidos por el psicoquinético Akan atacan la nave, afirmando que toda la investigación de Estelle es la propiedad corporativa de Akan. Él mata a los científicos de Estelle antes de intentar asesinar a Henry, pero Henry y Estelle huyen en una cápsula de escape, aterrizando en Moscú. Estelle es secuestrada por los mercenarios, que tratan de matar a Henry.
Henry es rescatado por un hombre misterioso, Jimmy, quien le informa que sus implantes cibernéticos se están quedando sin poder, lo que lo matará si no puede recargar. Jimmy es asesinado por policías corruptos comprados por Akan, y Henry se ve obligado a luchar a su manera a través de policías y mercenarios, furtivamente en un autobús. Jimmy le acompaña, no muerto, ahora alcohólico y odoroso, y le informa que uno de los asociados de Akan, Slick Dimitry, tiene implantada una bomba de carga cibernética, que Henry necesita recargar. Los dos son atacados por un mercenario con un lanzallamas. Jimmy es incinerado, pero Henry escapa, localizando y persiguiendo a Dimitry a través de Moscú antes de capturarlo; Así como Dimitry le promete información, es asesinado por un francotirador. Henry quita la bomba y recibe una llamada de Jimmy, quien dirige a Henry a un burdel.
Henry conoce dos versiones más de Jimmy, un lotario adicto a la cocaína y un geek tímido y torpe que reemplaza su bomba. El burdel es atacado por las fuerzas de Akan. Henry se enfrenta a él, pero se encuentra con Akan, quien lo insulta con el secuestro de Estelle, revelando que está siendo transportada por un convoy blindado. Akan arroja a Henry, literalmente, fuera del burdel.
Afuera, Henry se encuentra con otro Jimmy - ahora un hippie-biker obsesionado con la marihuana - que lo transporta al convoy de Akan. Henry encuentra a Estelle - y Akan, que lo golpea en el camino.
Jimmy encuentra y resucita a Henry, sólo para ser bombardeado por un tanque. Después de matar a la tripulación del tanque, de apartarse de un helicóptero y de no montar un caballo fuera de control, Henry encuentra a otro Jimmy, un francotirador brusco con un traje de ghillie, que lo lleva a un hotel abandonado, donde Jimmy tiene su sede en un laboratorio oculto. Aquí, el verdadero Jimmy - un científico tetrapléjico - revela su motivo para ayudar a Henry: la venganza contra Akan, que lo dejó lisiado después de que sus propios ciborg supersoldados fracasaron. Él revela que los otros Jimmys son clones latentes que él puede controlar, a través de los cuales vive una vida llena de vicios. Los clones atacan a Henry después de que Jimmy se de cuenta de que Henry ha estado transmitiendo sin saberlo, su ubicación a Akan, con una fuerza de ataque acercándose. Abandonando a Jimmy, Henry lo convence para ayudar. Henry y los clones de Jimmy - que van desde un roquero punk a un elegante coronel de la Segunda Guerra Mundial - luchan durante su salida, matando a la fuerza por el colapso del laboratorio en ellos.
Jimmy y Henry conducen a la sede de Akan. Se pelean en un ascensor, pero Jimmy está herido mortalmente. Antes de morir, Jimmy agradece a Henry por ser lo más parecido a un amigo que tenía, y elimina un bloqueador de memoria, restaurando poco a poco los recuerdos de Henry. Henry se abre camino hasta el piso más alto, donde es recibido por Akan, revelando un ejército de supersoldados cyborg alimentados con los recuerdos de Henry. Uno de esos soldados pelea con Henry, seguido por el resto del ejército, persiguiendo a Henry hasta el techo.
Henry acaba con todo el ejército. Akan llega y hiere severamente a Henry. Poco después, Estelle llega también. En realidad, Estelle era la esposa de Akan, formando un ardid elaborado para probar a Henry y usar sus recuerdos para manipular a los soldados cyborg para hacer cualquier cosa para "rescatar" a su esposa, específicamente ataques terroristas y dominación mundial, como esclavos leales de Akan. Los dos dejan a Henry muerto, alejándose en un helicóptero. Henry se oscurece, pero se siente energizado por un recuerdo emergente de su padre animándolo a luchar contra los matones infantiles que se ven en la introducción. Henry logra alcanzar a Akan, decapitándole con su eyestalk cibernético. Salta al helicóptero de Estelle, presentando la cabeza de Akan. Estelle le dispara, pero la bala rebota en su mano cibernética y la hiere, dejándola colgada del helicóptero. Estelle le suplica a Henry que la salve, pero Henry golpea la puerta, enviándola a su muerte.
A mediados de los créditos, se escucha un mensaje del contestador automático de Jimmy, diciéndole a Henry que hay "una cosa más" que hacer.

## Reparto
- Sergey Valyaev, Andrei Dementiev, Ilya Naishuller y otros como Henry
- Sharlto Copley como Jimmy
- Danila Kozlovsky como Akan
- Haley Bennett como Estelle
- Tim Roth como el padre de Henry
- Andrei Dementiev como Slick Dmitry
- Cyrus Arnold como Nat (acreditado como "Young Bully # 2")
- Ilya Naishuller como Timothy / Higher-Self Merc
- Will Stewart como Robbie
- Dasha Charusha como Katya Dominatrix
- Svetlana Ustinova como Olga Dominatrix
- Alexandre Pal como un mercenario con un lanzallamas

Henry fue originalmente interpretado por el doble/operador de cámara ruso Sergey Valyaev, pero el equipo de cámara utilizado en la producción al final le causó un fuerte dolor de cuello. El papel fue otorgado a Andrei Dementiev (quien también interpretó a Slick Dmitry). Dementiev también sufrió dolor de cuello, además de perder un diente después de ser golpeado accidentalmente por un doble. En escenas en las que Danila Kozlovskiy y Sharlto Copley hablaban directamente con Henry, Valyaev y Dementiev usaban sombras para evitar que los actores los miraran en lugar de la cámara. En algunas escenas, Henry fue interpretado por el propio Naishuller. Varios dobles interpretaron a Henry entre escenas, en total, más de diez actores compartieron el papel.
El campeón de culturismo Alexey Karas apareció como un cyborg musculoso.

## Producción
Hardcore Henry se filmó con cámaras GoPro montadas en una máscara especialmente diseñada por Sergey Valyaev, llamada "Adventure Mask", y sistemas de estabilización que usaban componentes electrónicos o imanes, creados por el director de fotografía de la película, Vsevolod Kaptur. Se utilizaron muchos prototipos de la máscara para filmar la película. Entre la electrónica y los sistemas de estabilización de imanes, Naishuller eligió los imanes, ya que sintió que se parecían al movimiento natural de la cabeza. Las grabaciones de las cámaras GoPro se editaron para unir los cientos de tomas en una película continua.
Se utilizó software de código abierto de Blender, para proporcionar la mayoría de los efectos visuales de la película.
Si bien no fue el primer largometraje en usar exclusivamente el punto de vista en primera persona, el concepto de la película provino de los videos musicales "Bad Motherfucker" y "The Stampede", que Naishuller hizo con Valyaev para su banda,Biting Elbows.Estos también fueron filmados con una GoPro desde la perspectiva de primera persona. La película fue parcialmente financiada con Indiegogo.